# 4190 Kvasnica
A 4190 Kvasnica (ideiglenes jelöléssel 1980 JH) a Naprendszer kisbolygóövében található aszteroida. Ladislav Brožek fedezte fel 1980. május 11-én.